# Luminova

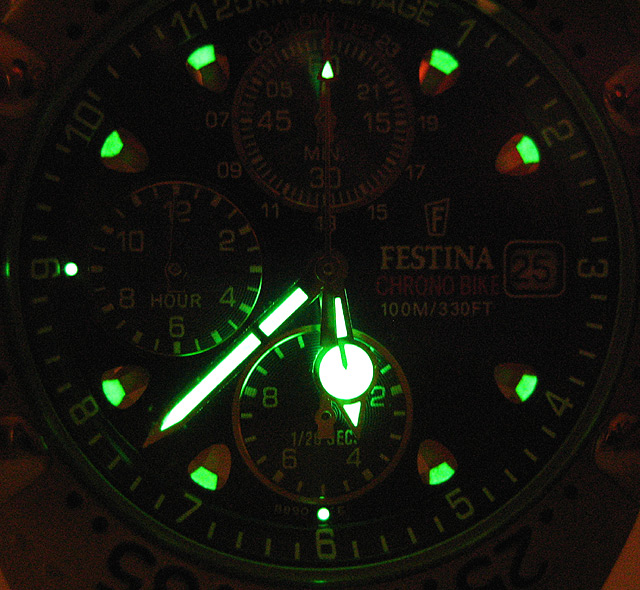
Reloj iluminado por Luminova.

Luminova es el nombre comercial dado a un producto luminiscente, no radiactivo, formado por cristales de óxido de aluminio, utilizado en relojería para iluminar la esfera del reloj en ausencia de luz. La empresa que comercializa el producto es la japonesa Nemoto & Co. Ltd.
El principio de funcionamiento se basa en excitar los electrones del último nivel de energía de los átomos a un nivel superior, por medio de los fotones de la luz, ya sea solar o artificial. Esos electrones que se encuentran en un nivel superior, tras la excitación, vuelven al nivel original emitiendo un fotón. De esta manera el material excitado con luz, emite luz al ser colocado en la oscuridad. Al no producirse ninguna reacción química la vida útil de este material es indefinida. Tan solo el contacto prolongado con agua le hace perder sus cualidades fotoluminiscentes.
- Datos: Q471478